# Tebowizna
Tebowizna (dodatkowa nazwa w j. kaszub. Tebòwizna) – kolonia w Polsce położona w województwie pomorskim, w powiecie bytowskim, w gminie Lipnica. 
Ta niewielka miejscowość kaszubska wchodzi w skład sołectwa Łąkie.
W latach 1975–1998 miejscowość należała administracyjnie do województwa słupskiego.